# Copa Montevideo 1954
De Copa Montevideo 1954 was de tweede editie van deze internationale vriendschappelijke voetbalcompetitie, die in de Uruguayaanse hoofdstad Montevideo werd gespeeld. Net als de eerste editie in 1953 waren er acht deelnemers. Thuisploeg CA Peñarol onttroonde hun landgenoten van Club Nacional de Football als toernooiwinnaars. Na 1954 werd de Copa Montevideo niet meer gespeeld tot 1969.

## Deelnemers
Aan de tweede editie van de Copa Montevideo deden acht ploegen uit zes Europese en Zuid-Amerikaanse landen mee. Behalve de organiserende ploegen (Nacional en Peñarol) keerde ook Fluminense FC terug als deelnemer.
| Land       | Deelnemer                 | Resultaat nationale competitie          |
| ---------- | ------------------------- | --------------------------------------- |
| Uruguay    | CA Peñarol                | Kampioen (1953)                         |
| Uruguay    | Club Nacional de Football | Tweede                                  |
| Brazilië   | Fluminense FC             | Tweede (Rio de Janeiro 1953)            |
| Brazilië   | America FC                | Vijfde                                  |
| Oostenrijk | SK Rapid Wien             | Derde (1952/53)                         |
| Paraguay   | Club Sportivo Luqueño     | Kampioen (1953)                         |
| Peru       | Club Alianza Lima         | Tweede (1953)                           |
| Zweden     | IFK Norrköping            | Tweede (1952/53) + Bekerfinalist (1953) |

## Toernooi-opzet
De acht deelnemende clubs speelden een halve competitie: elke ploeg speelde eenmaal tegen elk van de zeven overige deelnemers. De ploeg die het meeste punten behaalde werd winnaar van het toernooi. Alle wedstrijden werden in het Estadio Centenario gespeeld.

### Competitieverloop
Het toernooi begon op 21 januari met een wedstrijd tussen CA Peñarol en Club Sportivo Luqueño, die de thuisploeg met 6–1 wist te winnen. De andere Uruguayaanse deelnemer, titelverdediger Club Nacional de Football versloeg drie dagen later Club Alianza Lima met 3–2 in hun eerste wedstrijd.
Sportivo Luqueño kwam van de nul af door IFK Norrköping met het kleinste verschil te verslaan, maar kreeg op 28 januari tegen Fluminense FC wederom een ruime nederlaag te verwerken: de Brazilianen wonnen met 8–1. De andere Braziliaanse deelnemer - America FC - verloor juist hun eerste twee wedstrijden van SK Rapid Wien en IFK Norrköping.
Op 2 februari speelden Fluminense en Rapid Wien tegen elkaar. Fluminense won deze ontmoeting met 2–1 en bleef zo ongeslagen. Ook Nacional (twee wedstrijden gespeeld) en Peñarol (drie wedstrijden gespeeld) hadden tot dan toe alles gewonnen. Een dag later wonnen beide ploegen wederom en op 6 februari won Nacional van Rapid Wien, waardoor ze op gelijke hoogte kwamen met hun stadsgenoten. Fluminense leed diezelfde dag tegen IFK Norrköping hun eerste nederlaag, maar de Zweden waren op dat moment, net als Rapid Wien en America, kansloos voor de eindzege.
Peñarol bleef zonder puntverlies na hun zege op America, maar een dag later - op 10 februari - deelden Nacional en Fluminense de punten. Hierdoor bleef Peñarol als enige ploeg met de maximale score over. Na die wedstrijd konden alleen Peñarol, Nacional en Fluminense nog de eerste plaats behalen. Flusão werd echter in het Braziliaanse onderonsje uitgeschakeld: ze verloren met 3–2 van America, waardoor het toernooi zeker een Uruguayaanse winnaar zou krijgen.
Op 18 februari won Nacional van Sportivo Luqueño en kwamen ze aan de leiding, maar drie dagen later wist Peñarol ook Fluminense te verslaan en namen ze de koppositie over. Hun onderlinge wedstrijd op 25 februari zou bepalen wie er toernooiwinnaar werd. Omdat Nacional gelijk had gespeeld tegen Fluminense moesten ze Peñarol verslaan om hun titel te prolongeren. Dit lukte echter niet: de Aurinegros wonnen met 2–0 en werden zo toernooiwinnaar zonder puntverlies.

### Eindstand
|    | Club                      | Sp. | W | G | V | Pnt. | DV | DT | DS  |
| -- | ------------------------- | --- | - | - | - | ---- | -- | -- | --- |
| 1. | CA Peñarol                | 7   | 7 | 0 | 0 | 14   | 30 | 7  | +23 |
| 2. | Club Nacional de Football | 7   | 5 | 1 | 1 | 11   | 17 | 8  | +9  |
| 3. | Fluminense FC             | 7   | 3 | 1 | 3 | 7    | 17 | 11 | +6  |
| 4. | Club Alianza Lima         | 7   | 3 | 1 | 3 | 7    | 12 | 16 | –4  |
| 5. | SK Rapid Wien             | 7   | 3 | 0 | 4 | 6    | 10 | 13 | –3  |
| 6. | America FC                | 7   | 2 | 0 | 5 | 4    | 9  | 15 | –6  |
| 7. | IFK Norrköping            | 7   | 2 | 0 | 5 | 4    | 5  | 11 | –6  |
| 8. | Club Sportivo Luqueño     | 7   | 1 | 1 | 5 | 3    | 8  | 27 | –19 |

| Winnaar Copa Montevideo 1954 |
| ---------------------------- |
| CA Peñarol 1e titel          |

### Uitslagen
In onderstaande tabel staan de resultaten van de deelnemende ploegen op volgorde van het eindklassement:
|                           | Peñ | Nac | Flu | Ali | Rap | Ame | Nor | Luq |
| ------------------------- | --- | --- | --- | --- | --- | --- | --- | --- |
| CA Peñarol                |     | 2–0 | 3–0 | 8–3 | 5–2 | 4–0 | 2–1 | 6–1 |
| Club Nacional de Football |     |     | 1–1 | 3–2 | 2–1 | 2–0 | 3–0 | 6–2 |
| Fluminense FC             |     |     |     | 3–1 | 3–1 | 2–3 | 0–1 | 8–1 |
| Club Alianza Lima         |     |     |     |     | 2–0 | 2–1 | 1–0 | 1–1 |
| SK Rapid Wien             |     |     |     |     |     | 1–0 | 3–1 | 2–0 |
| America FC                |     |     |     |     |     |     | 1–2 | 4–2 |
| IFK Norrköping            |     |     |     |     |     |     |     | 0–1 |
| Club Sportivo Luqueño     |     |     |     |     |     |     |     |     |

1953 ·
1954 ·
1969 ·
1970 ·
1971